# Anna Cove
Die Anna Cove ist eine Nebenbucht der Wilhelmina Bay an der Danco-Küste des antarktischen Grahamlands. Sie liegt unmittelbar südlich des Kap Anna am Nordende der Arctowski-Halbinsel.
Kartiert wurde die Bucht bei der Belgica-Expedition (1897–1899) unter der Leitung des belgischen Polarforschers Adrien de Gerlache de Gomery. Benannt ist sie wie das gleichnamige Kap nach Anna Osterrieth (geb. Lippens, 1877–1957), der Ehefrau von Jacques „Ernest“ Osterrieth (1869–1947), einem Sponsor der Expedition.